# Danh sách cầu thủ tham dự cúp bóng đá châu Phi 2017
Cúp bóng đá châu Phi 2017 là giải đấu bóng đá quốc tế tổ chức tại Gabon ngày 14 tháng 1 đến ngày 5 tháng 2 năm 2017.

## Bảng A

### Gabon
Huấn luyện viên:  José Antonio Camacho
Danh sách cuối cùng được công bố vào ngày 27 tháng 12 năm 2016, với Axel Méyé, Johann Lengoualama và Donald Nzé là những cầu thủ dự phòng.
| Số | Vt | Cầu thủ                                | Ngày sinh (tuổi)            | Số trận | Câu lạc bộ             |
| -- | -- | -------------------------------------- | --------------------------- | ------- | ---------------------- |
| 1  | TM | Didier Ovono                           | 23 tháng 1, 1983 (33 tuổi)  | 97      | Oostende               |
| 2  | HV | Aaron Appindangoyé                     | 20 tháng 2, 1992 (24 tuổi)  | 35      | Laval                  |
| 3  | HV | Franck Obambou                         | 26 tháng 6, 1987 (29 tuổi)  | 6       | Stade Mandji           |
| 4  | TV | Merlin Tandjigora                      | 6 tháng 4, 1990 (26 tuổi)   | 24      | Meizhou Hakka          |
| 5  | HV | Bruno Ecuele Manga                     | 16 tháng 7, 1988 (28 tuổi)  | 64      | Cardiff City           |
| 6  | HV | Johann Obiang                          | 5 tháng 7, 1993 (23 tuổi)   | 20      | Troyes                 |
| 7  | TĐ | Malick Evouna                          | 28 tháng 11, 1992 (24 tuổi) | 27      | Tianjin Teda           |
| 8  | HV | Lloyd Palun                            | 28 tháng 11, 1988 (28 tuổi) | 39      | Red Star               |
| 9  | TĐ | Pierre-Emerick Aubameyang (Đội trưởng) | 18 tháng 6, 1989 (27 tuổi)  | 52      | Borussia Dortmund      |
| 10 | TV | Mario Lemina                           | 1 tháng 9, 1993 (23 tuổi)   | 8       | Juventus               |
| 11 | TV | Lévy Madinda                           | 11 tháng 6, 1992 (24 tuổi)  | 44      | Gimnàstic de Tarragona |
| 12 | TV | Guélor Kanga                           | 1 tháng 9, 1990 (26 tuổi)   | 27      | Red Star Belgrade      |
| 13 | TV | Samson Mbingui                         | 9 tháng 2, 1992 (24 tuổi)   | 32      | Raja Casablanca        |
| 14 | TĐ | Serge Kevyn                            | 3 tháng 8, 1994 (22 tuổi)   | 4       | União de Leiria        |
| 15 | TV | Cédric Ondo Biyoghé                    | 17 tháng 8, 1994 (22 tuổi)  | 5       | CF Mounana             |
| 16 | TM | Anthony Mfa Mezui                      | 7 tháng 3, 1991 (25 tuổi)   | 8       | Tự do                  |
| 17 | TV | André Biyogo Poko                      | 7 tháng 3, 1993 (23 tuổi)   | 45      | Kardemir Karabükspor   |
| 18 | TV | Serge-Junior Martinsson Ngouali        | 23 tháng 1, 1992 (24 tuổi)  | 0       | IF Brommapojkarna      |
| 19 | HV | Benjamin Zé Ondo                       | 18 tháng 6, 1987 (29 tuổi)  | 20      | Mosta                  |
| 20 | TV | Denis Bouanga                          | 11 tháng 11, 1994 (22 tuổi) | 0       | Tours                  |
| 21 | HV | Yoann Wachter                          | 7 tháng 4, 1992 (24 tuổi)   | 1       | Sedan                  |
| 22 | TV | Didier Ibrahim N'Dong                  | 17 tháng 6, 1994 (22 tuổi)  | 22      | Sunderland             |
| 23 | TM | Yves Bitséki Moto                      | 23 tháng 4, 1983 (33 tuổi)  | 20      | CF Mounana             |

### Burkina Faso
Huấn luyện viên:  Paulo Duarte
Một danh sách sơ bộ gồm 24 cầu thủ đã được công bố vào ngày 15 tháng 12 năm 2016. Souleymane Koanda đã được bổ sung vào đội hình sơ bộ vào ngày 21 tháng 12.
Đội hình cuối cùng được công bố vào ngày 6 tháng 1 năm 2017, với Ernest Congo và Issoumaila Lingane bị loại khỏi đội.
| Số | Vt | Cầu thủ             | Ngày sinh (tuổi)            | Số trận | Câu lạc bộ           |
| -- | -- | ------------------- | --------------------------- | ------- | -------------------- |
| 1  | TM | Aboubacar Sawadogo  | 10 tháng 8, 1989 (27 tuổi)  | 0       | RC Kadiogo           |
| 2  | HV | Steeve Yago         | 16 tháng 12, 1992 (24 tuổi) | 29      | Toulouse             |
| 3  | HV | Issouf Paro         | 16 tháng 10, 1994 (22 tuổi) | 2       | Santos               |
| 4  | HV | Bakary Koné         | 27 tháng 4, 1988 (28 tuổi)  | 66      | Málaga               |
| 5  | HV | Patrick Malo        | 18 tháng 2, 1992 (24 tuổi)  | 6       | Smouha               |
| 6  | TV | Bakary Saré         | 5 tháng 5, 1990 (26 tuổi)   | 2       | Moreirense           |
| 7  | TV | Préjuce Nakoulma    | 21 tháng 4, 1987 (29 tuổi)  | 37      | Kayserispor          |
| 8  | TĐ | Abdou Razack Traoré | 28 tháng 12, 1988 (28 tuổi) | 30      | Kardemir Karabükspor |
| 9  | TĐ | Banou Diawara       | 13 tháng 2, 1992 (24 tuổi)  | 6       | Smouha               |
| 10 | TV | Alain Traoré        | 1 tháng 1, 1988 (29 tuổi)   | 43      | Kayserispor          |
| 11 | TV | Jonathan Pitroipa   | 12 tháng 4, 1986 (30 tuổi)  | 68      | Al-Nasr              |
| 12 | TV | Adama Guira         | 24 tháng 4, 1988 (28 tuổi)  | 15      | Lens                 |
| 13 | HV | Souleymane Koanda   | 21 tháng 9, 1992 (24 tuổi)  | 2       | ASEC Mimosas         |
| 14 | HV | Issoufou Dayo       | 6 tháng 8, 1991 (25 tuổi)   | 18      | RS Berkane           |
| 15 | TĐ | Aristide Bancé      | 19 tháng 9, 1984 (32 tuổi)  | 60      | ASEC Mimosas         |
| 16 | TM | Kouakou Hervé Koffi | 16 tháng 10, 1996 (20 tuổi) | 3       | ASEC Mimosas         |
| 17 | TV | Jonathan Zongo      | 6 tháng 4, 1989 (27 tuổi)   | 21      | Almería              |
| 18 | TV | Charles Kaboré (c)  | 9 tháng 2, 1988 (28 tuổi)   | 74      | Krasnodar            |
| 19 | TV | Bertrand Traoré     | 6 tháng 9, 1995 (21 tuổi)   | 31      | Ajax                 |
| 20 | HV | Yacouba Coulibaly   | 2 tháng 10, 1994 (22 tuổi)  | 3       | RC Bobo Dioulasso    |
| 21 | TĐ | Cyrille Bayala      | 24 tháng 5, 1996 (20 tuổi)  | 5       | Sheriff Tiraspol     |
| 22 | TV | Blati Touré         | 4 tháng 8, 1994 (22 tuổi)   | 0       | Omonia Nicosia       |
| 23 | TM | Germain Sanou       | 26 tháng 5, 1992 (24 tuổi)  | 23      | Beauvais             |

### Cameroon
Huấn luyện viên:  Hugo Broos
Một danh sách sơ bộ gồm 35 cầu thủ đã được công bố vào ngày 12 tháng 12 năm 2016. Vào ngày 20 tháng 12, có thông báo rằng Guy N'dy Assembé, André Onana, Joël Matip, Allan Nyom, Maxime Poundjé, Ibrahim Amadou và André-Frank Zambo Anguissa đã quyết định không tham dự giải. Eric Maxim Choupo-Moting cũng quyết định rút tên khỏi danh sách sơ bộ vào ngày 3 tháng 1 năm 2017. Danh sách cuối cùng được công bố vào ngày 4 tháng 1 năm 2017, với Anatole Abang, Henri Bedimo, Aurélien Chedjou và Franck Kom là những người bị loại.
| Số | Vt | Cầu thủ                         | Ngày sinh (tuổi)            | Số trận | Câu lạc bộ             |
| -- | -- | ------------------------------- | --------------------------- | ------- | ---------------------- |
| 1  | TM | Fabrice Ondoa                   | 24 tháng 12, 1995 (21 tuổi) | 22      | Sevilla Atlético       |
| 2  | HV | Ernest Mabouka                  | 16 tháng 6, 1988 (28 tuổi)  | 0       | MŠK Žilina             |
| 3  | HV | Nicolas Nkoulou                 | 27 tháng 3, 1990 (26 tuổi)  | 71      | Lyon                   |
| 4  | HV | Adolphe Teikeu                  | 23 tháng 6, 1990 (26 tuổi)  | 4       | Sochaux                |
| 5  | HV | Michael Ngadeu-Ngadjui          | 23 tháng 11, 1990 (26 tuổi) | 4       | Slavia Prague          |
| 6  | HV | Ambroise Oyongo                 | 22 tháng 6, 1991 (25 tuổi)  | 20      | Montreal Impact        |
| 7  | TV | Clinton N'Jie                   | 15 tháng 8, 1993 (23 tuổi)  | 16      | Marseille              |
| 8  | TĐ | Benjamin Moukandjo (Đội trưởng) | 12 tháng 11, 1988 (28 tuổi) | 40      | Lorient                |
| 9  | TĐ | Jacques Zoua                    | 6 tháng 9, 1991 (25 tuổi)   | 14      | 1. FC Kaiserslautern   |
| 10 | TĐ | Vincent Aboubakar               | 22 tháng 1, 1992 (24 tuổi)  | 48      | Beşiktaş               |
| 11 | TV | Edgar Salli                     | 17 tháng 8, 1992 (24 tuổi)  | 33      | 1. FC Nürnberg         |
| 12 | TV | Frank Boya                      | 1 tháng 7, 1996 (20 tuổi)   | 1       | APEJES Academy         |
| 13 | TV | Christian Bassogog              | 18 tháng 10, 1995 (21 tuổi) | 1       | Aalborg BK             |
| 14 | TV | Georges Mandjeck                | 9 tháng 12, 1988 (28 tuổi)  | 29      | Metz                   |
| 15 | TV | Sébastien Siani                 | 21 tháng 12, 1986 (30 tuổi) | 10      | Oostende               |
| 16 | TM | Jules Goda                      | 30 tháng 5, 1989 (27 tuổi)  | 1       | Ajaccio                |
| 17 | TV | Arnaud Djoum                    | 2 tháng 5, 1989 (27 tuổi)   | 3       | Hearts                 |
| 18 | TĐ | Robert Ndip Tambe               | 22 tháng 2, 1994 (22 tuổi)  | 2       | Spartak Trnava         |
| 19 | HV | Collins Fai                     | 13 tháng 8, 1992 (24 tuổi)  | 2       | Standard Liège         |
| 20 | TĐ | Karl Toko Ekambi                | 14 tháng 9, 1992 (24 tuổi)  | 7       | Angers                 |
| 21 | HV | Mohammed Djetei                 | 18 tháng 8, 1994 (22 tuổi)  | 3       | Gimnàstic de Tarragona |
| 22 | HV | Jonathan Ngwem                  | 20 tháng 7, 1991 (25 tuổi)  | 2       | Progresso              |
| 23 | TM | Georges Bokwé                   | 14 tháng 7, 1989 (27 tuổi)  | 0       | Coton Sport            |

### Guinea-Bissau
Huấn luyện viên: Baciro Candé
Một danh sách sơ bộ gồm 35 cầu thủ đã được công bố vào ngày 18 tháng 12 năm 2016. Eliseu Cassamá và Yazalde từ chối tham dự giải. Danh sách cuối cùng được công bố vào ngày 4 tháng 1 năm 2017, với Abudu, Guti Almada, Mama Samba Baldé, Edelino Ié, Edouard Mendy, Formose Mendy, Mesca, Pelé, Bruno Preira, Jean-Paul Mendy, Cícero Semedo và Zé Turbo bị loại. Mặc dù không có tên trong danh sách sơ bộ, nhưng Rui Dabóv vẫn được điền tên vào danh sách chính thức.
| Số | Vt | Cầu thủ                  | Ngày sinh (tuổi)            | Số trận | Câu lạc bộ           |
| -- | -- | ------------------------ | --------------------------- | ------- | -------------------- |
| 1  | TM | Jonas Mendes             | 20 tháng 11, 1989 (27 tuổi) | 20      | Salgueiros           |
| 2  | HV | Emmanuel Mendy           | 30 tháng 3, 1990 (26 tuổi)  | 4       | Pulpileño            |
| 3  | TV | Lassana Camará           | 29 tháng 12, 1991 (25 tuổi) | 1       | Académico de Viseu   |
| 4  | HV | Tomás Dabó               | 20 tháng 10, 1993 (23 tuổi) | 0       | Arouca               |
| 5  | HV | Rudinilson Silva         | 20 tháng 8, 1994 (22 tuổi)  | 5       | Tự do                |
| 6  | HV | Eridson                  | 25 tháng 6, 1990 (26 tuổi)  | 16      | Freamunde            |
| 7  | TV | Zezinho                  | 23 tháng 9, 1992 (24 tuổi)  | 20      | Levadiakos           |
| 8  | TV | Francisco Júnior         | 18 tháng 1, 1992 (24 tuổi)  | 0       | Strømsgodset         |
| 9  | TĐ | Abel Camará              | 6 tháng 1, 1990 (27 tuổi)   | 1       | Belenenses           |
| 10 | TV | Bocundji Ca (Đội trưởng) | 28 tháng 12, 1986 (30 tuổi) | 20      | Tự do                |
| 11 | TV | Nani Soares              | 17 tháng 9, 1991 (25 tuổi)  | 4       | Felgueiras 1932      |
| 12 | TM | Papa Massé Fall          | 11 tháng 12, 1985 (31 tuổi) | 1       | CD Orellana          |
| 13 | TĐ | Frédéric Mendy           | 18 tháng 11, 1988 (28 tuổi) | 2       | Jeju United          |
| 14 | HV | Juary Soares             | 20 tháng 2, 1992 (24 tuổi)  | 5       | Mafra                |
| 15 | TV | Toni Silva               | 15 tháng 9, 1993 (23 tuổi)  | 2       | Levadiakos           |
| 16 | HV | Agostinho Soares         | 27 tháng 1, 1990 (26 tuổi)  | 5       | Sporting da Covilhã  |
| 17 | TV | Leocísio Sami            | 18 tháng 12, 1988 (28 tuổi) | 10      | Akhisar Belediyespor |
| 18 | TV | Piqueti                  | 12 tháng 2, 1993 (23 tuổi)  | 5       | Braga                |
| 19 | TV | João Mário               | 11 tháng 10, 1993 (23 tuổi) | 3       | Chaves               |
| 20 | TV | Idrissa Camará           | 30 tháng 10, 1992 (24 tuổi) | 5       | Avellino             |
| 21 | TV | Aldair Baldé             | 31 tháng 1, 1992 (24 tuổi)  | 0       | Olhanense            |
| 22 | HV | Mamadu Candé             | 29 tháng 8, 1990 (26 tuổi)  | 12      | Tondela              |
| 23 | TM | Rui Dabó                 | 5 tháng 10, 1994 (22 tuổi)  | 0       | Cova da Piedade      |

## Bảng B

### Algeria
Huấn luyện viên:  Georges Leekens
Một danh sách sơ bộ gồm 32 cầu thủ đã được công bố vào ngày 22 tháng 12 năm 2016 . Danh sách chính thức được công bống vào ngày 31 tháng 12 năm 2016, với Ayoub Azzi, Ishak Belfodil, Ismaël Bennacer, Yassine Benzia, Sofiane Feghouli, Houari Ferhani, Carl Medjani, Adam Ounas và Idriss Saadi bị loại. Ngày 11 tháng 1 năm 2017, Ismaël Bennacer được triệu tập để thay thế Saphir Taïder, cầu thủ dính chấn thương trong tập luyện.
| Số | Vt | Cầu thủ                    | Ngày sinh (tuổi)            | Số trận | Câu lạc bộ     |
| -- | -- | -------------------------- | --------------------------- | ------- | -------------- |
| 1  | TM | Chamseddine Rahmani        | 15 tháng 9, 1990 (26 tuổi)  | 0       | MO Béjaïa      |
| 2  | HV | Aïssa Mandi (c)            | 22 tháng 10, 1991 (25 tuổi) | 27      | Real Betis     |
| 3  | HV | Faouzi Ghoulam             | 1 tháng 2, 1991 (25 tuổi)   | 30      | Napoli         |
| 4  | HV | Liassine Cadamuro-Bentaïba | 5 tháng 3, 1988 (28 tuổi)   | 11      | Servette       |
| 5  | HV | Hicham Belkaroui           | 24 tháng 8, 1990 (26 tuổi)  | 9       | ES Tunis       |
| 6  | HV | Djamel Mesbah              | 9 tháng 10, 1984 (32 tuổi)  | 35      | Crotone        |
| 7  | TV | Riyad Mahrez               | 21 tháng 2, 1991 (25 tuổi)  | 27      | Leicester City |
| 8  | TV | Ismaël Bennacer            | 1 tháng 12, 1997 (19 tuổi)  | 1       | Arsenal B      |
| 9  | TV | Sofiane Hanni              | 29 tháng 12, 1990 (26 tuổi) | 2       | Anderlecht     |
| 10 | TV | Nabil Bentaleb             | 24 tháng 11, 1994 (22 tuổi) | 22      | Schalke 04     |
| 11 | TV | Yacine Brahimi             | 8 tháng 2, 1990 (26 tuổi)   | 31      | Porto          |
| 12 | HV | Mohamed Benyahia           | 30 tháng 6, 1992 (24 tuổi)  | 0       | USM Alger      |
| 13 | TĐ | Islam Slimani              | 18 tháng 6, 1988 (28 tuổi)  | 46      | Leicester City |
| 14 | TĐ | Baghdad Bounedjah          | 30 tháng 11, 1991 (25 tuổi) | 7       | Al-Sadd        |
| 15 | TĐ | El Arabi Hillel Soudani    | 25 tháng 11, 1987 (29 tuổi) | 39      | Dinamo Zagreb  |
| 16 | TM | Malik Asselah              | 8 tháng 7, 1986 (30 tuổi)   | 1       | JS Kabylie     |
| 17 | TV | Adlène Guedioura           | 12 tháng 11, 1985 (31 tuổi) | 35      | Watford        |
| 18 | TV | Rachid Ghezzal             | 9 tháng 5, 1992 (24 tuổi)   | 8       | Lyon           |
| 19 | TV | Mehdi Abeid                | 6 tháng 8, 1992 (24 tuổi)   | 4       | Dijon          |
| 20 | HV | Mokhtar Belkhiter          | 15 tháng 1, 1992 (24 tuổi)  | 1       | Club Africain  |
| 21 | HV | Ramy Bensebaini            | 16 tháng 4, 1995 (21 tuổi)  | 1       | Rennes         |
| 22 | HV | Mohamed Rabie Meftah       | 5 tháng 5, 1985 (31 tuổi)   | 8       | USM Alger      |
| 23 | TM | Raïs M'Bolhi               | 25 tháng 4, 1986 (30 tuổi)  | 48      | Antalyaspor    |

### Tunisia
Huấn luyện viên:  Henryk Kasperczak
A 41-man provisional squad was announced on ngày 20 tháng 12 năm 2016. The final squad was announced on ngày 4 tháng 1 năm 2017, with Ghazi Abderrazzak, Khaled Ayari, Änis Ben-Hatira, Issam Ben Khémis, Farouk Ben Mustapha, Saad Bguir, Nejmeddin Daghfous, Oussama Haddadi, Hamdi Harbaoui, Bilel Ifa, Issam Jebali, Ali Machani, Iheb Mbarki, Yassine Meriah, Idriss Mhirsi, Iheb Msakni, Abdelkader Oueslati và Yoann Touzghar being left out of the team.
| Số | Vt | Cầu thủ                | Ngày sinh (tuổi)            | Số trận | Câu lạc bộ      |
| -- | -- | ---------------------- | --------------------------- | ------- | --------------- |
| 1  | TM | Rami Jridi             | 25 tháng 4, 1985 (31 tuổi)  | 14      | CS Sfaxien      |
| 2  | HV | Syam Ben Youssef       | 21 tháng 3, 1989 (27 tuổi)  | 27      | Caen            |
| 3  | HV | Aymen Abdennour        | 6 tháng 8, 1989 (27 tuổi)   | 51      | Valencia        |
| 4  | HV | Zied Boughattas        | 25 tháng 12, 1990 (26 tuổi) | 7       | ES Sahel        |
| 5  | HV | Sliman Kchouk          | 7 tháng 5, 1994 (22 tuổi)   | 0       | CA Bizertin     |
| 6  | HV | Chamseddine Dhaouadi   | 16 tháng 1, 1987 (29 tuổi)  | 9       | ES Tunis        |
| 7  | TV | Youssef Msakni         | 28 tháng 10, 1990 (26 tuổi) | 36      | Lekhwiya        |
| 8  | TV | Hamza Lahmar           | 28 tháng 5, 1990 (26 tuổi)  | 7       | ES Sahel        |
| 9  | TĐ | Ahmed Akaïchi          | 23 tháng 2, 1989 (27 tuổi)  | 21      | Al-Ittihad      |
| 10 | TV | Wahbi Khazri           | 8 tháng 2, 1991 (25 tuổi)   | 27      | Sunderland      |
| 11 | TĐ | Taha Yassine Khenissi  | 6 tháng 1, 1992 (25 tuổi)   | 12      | ES Tunis        |
| 12 | HV | Ali Maâloul            | 1 tháng 1, 1990 (27 tuổi)   | 31      | Al-Ahly         |
| 13 | TV | Ferjani Sassi          | 18 tháng 3, 1992 (24 tuổi)  | 25      | ES Tunis        |
| 14 | TV | Mohamed Amine Ben Amor | 3 tháng 5, 1992 (24 tuổi)   | 13      | ES Sahel        |
| 15 | TV | Larry Azouni           | 23 tháng 3, 1994 (22 tuổi)  | 3       | Nîmes           |
| 16 | TM | Aymen Mathlouthi (c)   | 14 tháng 9, 1984 (32 tuổi)  | 59      | ES Sahel        |
| 17 | HV | Hamza Mathlouthi       | 25 tháng 7, 1992 (24 tuổi)  | 25      | CS Sfaxien      |
| 18 | TV | Ahmed Khalil           | 21 tháng 12, 1994 (22 tuổi) | 2       | Club Africain   |
| 19 | TĐ | Saber Khalifa          | 14 tháng 10, 1986 (30 tuổi) | 38      | Club Africain   |
| 20 | HV | Mohamed Ali Yacoubi    | 5 tháng 10, 1990 (26 tuổi)  | 11      | Çaykur Rizespor |
| 21 | HV | Hamdi Nagguez          | 28 tháng 10, 1992 (24 tuổi) | 6       | ES Sahel        |
| 22 | TM | Moez Ben Cherifia      | 24 tháng 6, 1991 (25 tuổi)  | 17      | ES Tunis        |
| 23 | TV | Naïm Sliti             | 27 tháng 7, 1992 (24 tuổi)  | 3       | Lille           |

### Senegal
Huấn luyện viên: Aliou Cissé
The final squad was announced on ngày 30 tháng 12 năm 2016.
| Số | Vt | Cầu thủ              | Ngày sinh (tuổi)            | Số trận | Câu lạc bộ       |
| -- | -- | -------------------- | --------------------------- | ------- | ---------------- |
| 1  | TM | Abdoulaye Diallo     | 30 tháng 3, 1992 (24 tuổi)  | 9       | Çaykur Rizespor  |
| 2  | HV | Kara Mbodji          | 11 tháng 11, 1989 (27 tuổi) | 33      | Anderlecht       |
| 3  | HV | Kalidou Koulibaly    | 20 tháng 6, 1991 (25 tuổi)  | 12      | Napoli           |
| 4  | HV | Cheikh M'Bengue      | 23 tháng 7, 1988 (28 tuổi)  | 27      | Saint-Étienne    |
| 5  | TV | Idrissa Gana Gueye   | 26 tháng 9, 1989 (27 tuổi)  | 40      | Everton          |
| 6  | TĐ | Famara Diedhiou      | 15 tháng 12, 1992 (24 tuổi) | 2       | Angers           |
| 7  | TĐ | Moussa Sow           | 19 tháng 1, 1986 (30 tuổi)  | 38      | Fenerbahçe       |
| 8  | HV | Cheikhou Kouyaté (c) | 21 tháng 12, 1989 (27 tuổi) | 32      | West Ham United  |
| 9  | TĐ | Mame Biram Diouf     | 16 tháng 12, 1987 (29 tuổi) | 38      | Stoke City       |
| 10 | TV | Sadio Mané           | 10 tháng 4, 1992 (24 tuổi)  | 39      | Liverpool        |
| 11 | TV | Cheikh N'Doye        | 29 tháng 3, 1986 (30 tuổi)  | 12      | Angers           |
| 12 | TV | Mohamed Diamé        | 14 tháng 6, 1987 (29 tuổi)  | 34      | Newcastle United |
| 13 | TĐ | Moussa Konaté        | 3 tháng 4, 1993 (23 tuổi)   | 21      | Sion             |
| 14 | HV | Zargo Touré          | 11 tháng 11, 1989 (27 tuổi) | 14      | Lorient          |
| 15 | TV | Papakouli Diop       | 19 tháng 3, 1986 (30 tuổi)  | 17      | Espanyol         |
| 16 | TM | Khadim N'Diaye       | 5 tháng 4, 1985 (31 tuổi)   | 15      | Horoya           |
| 17 | TV | Papa Alioune Ndiaye  | 27 tháng 10, 1990 (26 tuổi) | 4       | Osmanlıspor      |
| 18 | TV | Ismaïla Sarr         | 25 tháng 2, 1998 (18 tuổi)  | 1       | Metz             |
| 19 | HV | Saliou Ciss          | 15 tháng 9, 1989 (27 tuổi)  | 8       | Valenciennes     |
| 20 | TV | Keita Baldé Diao     | 8 tháng 3, 1995 (21 tuổi)   | 6       | Lazio            |
| 21 | HV | Lamine Gassama       | 20 tháng 10, 1989 (27 tuổi) | 24      | Alanyaspor       |
| 22 | TV | Henri Saivet         | 26 tháng 10, 1990 (26 tuổi) | 14      | Saint-Étienne    |
| 23 | TM | Pape Seydou N'Diaye  | 11 tháng 2, 1993 (23 tuổi)  | 0       | Niarry Tally     |

### Zimbabwe
Huấn luyện viên: Callisto Pasuwa
A 31-man provisional squad was announced on ngày 19 tháng 12 năm 2016. The final squad was announced on ngày 4 tháng 1 năm 2017, with Nelson Chadya, Liberty Chakoroma, Talent Chawapiwa, Ronald Chitiyo, Tafadzwa Kutinyu, Blessing Moyo, Marshal Mudehwe và Tendai Ndlovu being left out of the team.
| Số | Vt | Cầu thủ              | Ngày sinh (tuổi)            | Số trận | Câu lạc bộ        |
| -- | -- | -------------------- | --------------------------- | ------- | ----------------- |
| 1  | TM | Bernard Donovan      | 12 tháng 7, 1995 (21 tuổi)  | 9       | How Mine          |
| 2  | HV | Costa Nhamoinesu     | 6 tháng 1, 1986 (31 tuổi)   | 7       | Sparta Prague     |
| 3  | TV | Danny Phiri          | 25 tháng 7, 1989 (27 tuổi)  | 30      | Golden Arrows     |
| 4  | HV | Hardlife Zvirekwi    | 5 tháng 5, 1987 (29 tuổi)   | 36      | CAPS United       |
| 5  | HV | Elisha Muroiwa       | 28 tháng 1, 1989 (27 tuổi)  | 7       | Dynamos           |
| 6  | HV | Onismor Bhasera      | 7 tháng 1, 1986 (31 tuổi)   | 29      | SuperSport United |
| 7  | TĐ | Matthew Rusike       | 28 tháng 6, 1990 (26 tuổi)  | 5       | Helsingborgs IF   |
| 8  | TĐ | Evans Rusike         | 13 tháng 6, 1990 (26 tuổi)  | 8       | Maritzburg United |
| 9  | TĐ | Nyasha Mushekwi      | 21 tháng 8, 1987 (29 tuổi)  | 14      | Dalian Yifang     |
| 10 | TV | Kudakwashe Mahachi   | 29 tháng 9, 1993 (23 tuổi)  | 17      | Golden Arrows     |
| 11 | TĐ | Tendai Ndoro         | 15 tháng 5, 1985 (31 tuổi)  | 8       | Orlando Pirates   |
| 12 | HV | Bruce Kangwa         | 24 tháng 7, 1988 (28 tuổi)  | 11      | Azam              |
| 13 | TĐ | Cuthbert Malajila    | 3 tháng 10, 1985 (31 tuổi)  | 28      | Bidvest Wits      |
| 14 | TV | Willard Katsande (c) | 15 tháng 1, 1986 (30 tuổi)  | 22      | Kaizer Chiefs     |
| 15 | HV | Teenage Hadebe       | 17 tháng 9, 1995 (21 tuổi)  | 10      | Chicken Inn       |
| 16 | TM | Tatenda Mkuruva      | 4 tháng 1, 1996 (21 tuổi)   | 13      | Dynamos           |
| 17 | TĐ | Knowledge Musona     | 21 tháng 6, 1990 (26 tuổi)  | 26      | Oostende          |
| 18 | TV | Marvelous Nakamba    | 19 tháng 1, 1994 (22 tuổi)  | 5       | Vitesse Arnhem    |
| 19 | HV | Lawrence Mhlanga     | 20 tháng 12, 1993 (23 tuổi) | 9       | Chicken Inn       |
| 20 | TV | Khama Billiat        | 19 tháng 8, 1990 (26 tuổi)  | 22      | Mamelodi Sundowns |
| 21 | TĐ | Tino Kadewere        | 5 tháng 1, 1996 (21 tuổi)   | 3       | Djurgårdens IF    |
| 22 | HV | Oscar Machapa        | 1 tháng 6, 1987 (29 tuổi)   | 11      | AS Vita Club      |
| 23 | TM | Takabva Mawaya       | 2 tháng 3, 1993 (23 tuổi)   | 0       | Hwange            |

## Bảng C

### Bờ Biển Ngà
Huấn luyện viên:  Michel Dussuyer
A 24-man provisional squad was announced on ngày 28 tháng 12 năm 2016. The final squad was announced on ngày 4 tháng 1 năm 2017, with Ousmane Viera being left out of the team.
| Số | Vt | Cầu thủ           | Ngày sinh (tuổi)            | Số trận | Câu lạc bộ        |
| -- | -- | ----------------- | --------------------------- | ------- | ----------------- |
| 1  | TM | Sayouba Mandé     | 15 tháng 6, 1993 (23 tuổi)  | 4       | Stabæk            |
| 2  | TV | Nicolas Pépé      | 29 tháng 5, 1995 (21 tuổi)  | 3       | Angers            |
| 3  | TV | Serge N'Guessan   | 31 tháng 7, 1994 (22 tuổi)  | 7       | Nancy             |
| 4  | HV | Lamine Koné       | 1 tháng 2, 1989 (27 tuổi)   | 9       | Sunderland        |
| 5  | HV | Wilfried Kanon    | 6 tháng 7, 1993 (23 tuổi)   | 17      | ADO Den Haag      |
| 6  | TV | Jean Michael Seri | 19 tháng 7, 1991 (25 tuổi)  | 11      | Nice              |
| 7  | TV | Victorien Angban  | 29 tháng 9, 1996 (20 tuổi)  | 5       | Granada           |
| 8  | TĐ | Salomon Kalou     | 5 tháng 8, 1985 (31 tuổi)   | 90      | Hertha BSC        |
| 9  | TV | Wilfried Zaha     | 10 tháng 11, 1992 (24 tuổi) | 2       | Crystal Palace    |
| 10 | TV | Cheick Doukouré   | 11 tháng 9, 1992 (24 tuổi)  | 13      | Metz              |
| 11 | TV | Franck Kessié     | 19 tháng 12, 1996 (20 tuổi) | 11      | Atalanta          |
| 12 | TĐ | Wilfried Bony     | 10 tháng 12, 1988 (28 tuổi) | 49      | Swansea City      |
| 13 | TĐ | Giovanni Sio      | 31 tháng 3, 1989 (27 tuổi)  | 21      | Rennes            |
| 14 | TĐ | Jonathan Kodjia   | 22 tháng 10, 1989 (27 tuổi) | 7       | Aston Villa       |
| 15 | TV | Max-Alain Gradel  | 30 tháng 11, 1987 (29 tuổi) | 52      | Bournemouth       |
| 16 | TM | Sylvain Gbohouo   | 29 tháng 10, 1988 (28 tuổi) | 23      | TP Mazembe        |
| 17 | HV | Serge Aurier      | 24 tháng 12, 1992 (24 tuổi) | 36      | Tottenham Hotspur |
| 18 | HV | Adama Traoré      | 3 tháng 2, 1990 (26 tuổi)   | 7       | Basel             |
| 19 | HV | Simon Deli        | 27 tháng 10, 1991 (25 tuổi) | 6       | Slavia Prague     |
| 20 | TV | Serey Dié (c)     | 7 tháng 11, 1984 (32 tuổi)  | 33      | Basel             |
| 21 | HV | Eric Bailly       | 12 tháng 4, 1994 (22 tuổi)  | 18      | Manchester United |
| 22 | HV | Mamadou Bagayoko  | 31 tháng 12, 1989 (27 tuổi) | 6       | Sint-Truiden      |
| 23 | TM | Badra Ali Sangaré | 30 tháng 5, 1986 (30 tuổi)  | 3       | AS Tanda          |

### Cộng Hoà Dân Chủ Congo
Huấn luyện viên: Florent Ibengé
A 31-man provisional squad was announced on ngày 23 tháng 12 năm 2016. Benik Afobe rejected the call. The final squad was announced on ngày 6 tháng 1 năm 2017, with Jonathan Bijimine, Junior Kabananga, Wilson Kamavuaka, Christian Luyindama, Elia Meschak, Vital N'Simba và Ricky Tulengi being left out of the team. Although he was initially announced as part of the final squad, Hervé Kage was later dropped from the team and replaced by Junior Kabananga.
| Số | Vt | Cầu thủ              | Ngày sinh (tuổi)            | Số trận | Câu lạc bộ        |
| -- | -- | -------------------- | --------------------------- | ------- | ----------------- |
| 1  | TM | Ley Matampi          | 18 tháng 4, 1989 (27 tuổi)  | 21      | TP Mazembe        |
| 2  | HV | Issama Mpeko         | 3 tháng 3, 1986 (30 tuổi)   | 46      | TP Mazembe        |
| 3  | HV | Fabrice N'Sakala     | 21 tháng 7, 1990 (26 tuổi)  | 7       | Alanyaspor        |
| 4  | HV | Jordan Ikoko         | 3 tháng 2, 1994 (22 tuổi)   | 0       | Guingamp          |
| 5  | HV | Marcel Tisserand     | 10 tháng 1, 1993 (24 tuổi)  | 4       | FC Ingolstadt     |
| 6  | TĐ | Junior Kabananga     | 4 tháng 4, 1989 (27 tuổi)   | 11      | Astana            |
| 7  | TV | Youssouf Mulumbu (c) | 25 tháng 1, 1987 (29 tuổi)  | 36      | Norwich City      |
| 8  | TV | Paul-José M'Poku     | 19 tháng 4, 1992 (24 tuổi)  | 6       | Panathinaikos     |
| 9  | TĐ | Dieumerci Mbokani    | 22 tháng 11, 1985 (31 tuổi) | 37      | Hull City         |
| 10 | TV | Neeskens Kebano      | 10 tháng 3, 1992 (24 tuổi)  | 13      | Fulham            |
| 11 | TV | Jordan Botaka        | 24 tháng 6, 1993 (23 tuổi)  | 11      | Charlton Athletic |
| 12 | TĐ | Jonathan Bolingi     | 30 tháng 6, 1994 (22 tuổi)  | 13      | TP Mazembe        |
| 13 | HV | Joyce Lomalisa       | 18 tháng 6, 1993 (23 tuổi)  | 19      | AS Vita Club      |
| 14 | HV | Gabriel Zakuani      | 31 tháng 5, 1986 (30 tuổi)  | 26      | Northampton Town  |
| 15 | TV | Rémi Mulumba         | 2 tháng 11, 1992 (24 tuổi)  | 5       | Gazélec Ajaccio   |
| 16 | TM | Mulopo Kudimbana     | 21 tháng 1, 1987 (29 tuổi)  | 8       | Antwerp           |
| 17 | TĐ | Cédric Bakambu       | 11 tháng 4, 1991 (25 tuổi)  | 9       | Villarreal        |
| 18 | HV | Merveille Bokadi     | 21 tháng 5, 1992 (24 tuổi)  | 10      | TP Mazembe        |
| 19 | TĐ | Jeremy Bokila        | 14 tháng 11, 1988 (28 tuổi) | 16      | Al-Kharaitiyat    |
| 20 | TV | Jacques Maghoma      | 23 tháng 10, 1987 (29 tuổi) | 12      | Birmingham City   |
| 21 | TV | Firmin Ndombe Mubele | 17 tháng 4, 1992 (24 tuổi)  | 33      | Al-Ahli           |
| 22 | HV | Chancel Mbemba       | 8 tháng 8, 1994 (22 tuổi)   | 29      | Newcastle United  |
| 23 | TM | Joël Kiassumbua      | 6 tháng 4, 1992 (24 tuổi)   | 3       | Wohlen            |

### Maroc
Huấn luyện viên:  Hervé Renard
A 26-man provisional squad was announced on ngày 22 tháng 12 năm 2016. Aziz Bouhaddouz was added to the squad on ngày 2 tháng 1 năm 2017 after the injuries of Younès Belhanda và Oussama Tannane. The final squad was announced on ngày 4 tháng 1 năm 2017, with Ismail Haddad và Mohamed Nahiri being left out of the team. On 5 January, it was announced that Omar El Kaddouri would join the team in fear of an injury of Nordin Amrabat (which was later confirmed) while Faycal Rherras was called to replace Sofiane Boufal on 13 January.
| Số | Vt | Cầu thủ               | Ngày sinh (tuổi)            | Số trận | Câu lạc bộ              |
| -- | -- | --------------------- | --------------------------- | ------- | ----------------------- |
| 1  | TM | Yassine Bounou        | 5 tháng 4, 1991 (25 tuổi)   | 7       | Girona                  |
| 2  | HV | Hamza Mendyl          | 21 tháng 10, 1997 (19 tuổi) | 5       | Lille B                 |
| 3  | HV | Fouad Chafik          | 16 tháng 10, 1986 (30 tuổi) | 8       | Dijon                   |
| 4  | HV | Manuel da Costa       | 6 tháng 5, 1986 (30 tuổi)   | 17      | Olympiacos              |
| 5  | HV | Medhi Benatia (c)     | 17 tháng 4, 1987 (29 tuổi)  | 44      | Juventus                |
| 6  | HV | Romain Saïss          | 26 tháng 3, 1990 (26 tuổi)  | 8       | Wolverhampton Wanderers |
| 7  | TĐ | Youssef En-Nesyri     | 1 tháng 6, 1997 (19 tuổi)   | 6       | Málaga                  |
| 8  | TV | Karim El Ahmadi       | 27 tháng 1, 1985 (31 tuổi)  | 35      | Feyenoord               |
| 9  | TĐ | Youssef El-Arabi      | 3 tháng 2, 1987 (29 tuổi)   | 39      | Lekhwiya                |
| 10 | HV | Faycal Rherras        | 7 tháng 4, 1993 (23 tuổi)   | 1       | Hearts                  |
| 11 | TV | Fayçal Fajr           | 1 tháng 8, 1988 (28 tuổi)   | 7       | Deportivo La Coruña     |
| 12 | TM | Munir Mohand Mohamedi | 10 tháng 5, 1989 (27 tuổi)  | 11      | Numancia                |
| 13 | TĐ | Khalid Boutaïb        | 24 tháng 4, 1987 (29 tuổi)  | 5       | Strasbourg              |
| 14 | TV | Mbark Boussoufa       | 15 tháng 8, 1984 (32 tuổi)  | 42      | Al-Jazira               |
| 15 | TV | Youssef Aït Bennasser | 7 tháng 7, 1996 (20 tuổi)   | 5       | Nancy                   |
| 16 | TV | Omar El Kaddouri      | 21 tháng 8, 1990 (26 tuổi)  | 20      | Napoli                  |
| 17 | TV | Nabil Dirar           | 25 tháng 2, 1986 (30 tuổi)  | 20      | Monaco                  |
| 18 | HV | Amine Atouchi         | 1 tháng 7, 1992 (24 tuổi)   | 1       | Wydad Casablanca        |
| 19 | TV | Mounir Obbadi         | 4 tháng 4, 1983 (33 tuổi)   | 21      | Lille                   |
| 20 | TĐ | Aziz Bouhaddouz       | 30 tháng 3, 1987 (29 tuổi)  | 3       | FC St. Pauli            |
| 21 | TV | Mehdi Carcela         | 1 tháng 7, 1989 (27 tuổi)   | 14      | Granada                 |
| 22 | TM | Yassine El Kharroubi  | 29 tháng 3, 1990 (26 tuổi)  | 3       | Lokomotiv Plovdiv       |
| 23 | TĐ | Rachid Alioui         | 18 tháng 6, 1992 (24 tuổi)  | 5       | Nîmes                   |

### Togo
Huấn luyện viên:  Claude Le Roy
A 25-man provisional squad was announced on ngày 21 tháng 12 năm 2016. The final squad was announced on ngày 4 tháng 1 năm 2017, with Joseph Douhadji và Victor Nukafu being left out of the team.
| Số | Vt | Cầu thủ               | Ngày sinh (tuổi)            | Số trận | Câu lạc bộ         |
| -- | -- | --------------------- | --------------------------- | ------- | ------------------ |
| 1  | TM | Cédric Mensah         | 6 tháng 3, 1989 (27 tuổi)   | 15      | Le Mans            |
| 2  | TV | Franco Atchou         | 3 tháng 12, 1995 (21 tuổi)  | 4       | Dynamic Togolais   |
| 3  | HV | Hakim Ouro-Sama       | 28 tháng 12, 1997 (19 tuổi) | 3       | AS Togo-Port       |
| 4  | TĐ | Emmanuel Adebayor (c) | 26 tháng 2, 1984 (32 tuổi)  | 72      | Unattached         |
| 5  | HV | Serge Akakpo          | 15 tháng 10, 1987 (29 tuổi) | 59      | Trabzonspor        |
| 6  | HV | Abdoul-Gafar Mamah    | 24 tháng 8, 1985 (31 tuổi)  | 84      | Dacia Chișinău     |
| 7  | TV | Mathieu Dossevi       | 12 tháng 2, 1988 (28 tuổi)  | 14      | Standard Liège     |
| 8  | TĐ | Komlan Agbégniadan    | 26 tháng 3, 1991 (25 tuổi)  | 6       | West African FA    |
| 9  | HV | Vincent Bossou        | 7 tháng 2, 1986 (30 tuổi)   | 27      | Young Africans     |
| 10 | TV | Floyd Ayité           | 15 tháng 12, 1988 (28 tuổi) | 31      | Fulham             |
| 11 | HV | Maklibè Kouloum       | 5 tháng 10, 1987 (29 tuổi)  | 6       | Dynamic Togolais   |
| 12 | TV | Razak Boukari         | 25 tháng 4, 1987 (29 tuổi)  | 15      | Châteauroux        |
| 13 | HV | Sadat Ouro-Akoriko    | 1 tháng 2, 1988 (28 tuổi)   | 35      | Al-Khaleej         |
| 14 | TV | Prince Segbefia       | 11 tháng 3, 1991 (25 tuổi)  | 26      | Göztepe Izmir      |
| 15 | TV | Alaixys Romao         | 18 tháng 1, 1984 (32 tuổi)  | 64      | Olympiacos         |
| 16 | TM | Kossi Agassa          | 2 tháng 7, 1978 (38 tuổi)   | 66      | Unattached         |
| 17 | TV | Serge Gakpé           | 7 tháng 5, 1987 (29 tuổi)   | 43      | Genoa              |
| 18 | TV | Lalawélé Atakora      | 9 tháng 11, 1990 (26 tuổi)  | 25      | Helsingborgs IF    |
| 19 | TĐ | Kodjo Fo-Doh Laba     | 27 tháng 1, 1992 (24 tuổi)  | 6       | RS Berkane         |
| 20 | TV | Henri Eninful         | 21 tháng 7, 1992 (24 tuổi)  | 9       | Doxa Katokopias    |
| 21 | HV | Djené Dakonam         | 31 tháng 12, 1991 (25 tuổi) | 30      | Sint-Truiden       |
| 22 | TV | Ihlas Bebou           | 23 tháng 4, 1994 (22 tuổi)  | 5       | Fortuna Düsseldorf |
| 23 | TM | Baba Tchagouni        | 31 tháng 12, 1990 (26 tuổi) | 21      | FC Marmande 47     |

## Bảng D

### Ghana
Huấn luyện viên:  Avram Grant
A 26-man provisional squad was announced on ngày 2 tháng 1 năm 2017. The final squad was announced on ngày 4 tháng 1 năm 2017, with Fatau Dauda replacing an injured Adam Kwarasey, while Raphael Dwamena, Joseph Larweh Attamah và Abdul Majeed Waris were being left out of the team.
| Số | Vt | Cầu thủ                | Ngày sinh (tuổi)            | Số trận | Câu lạc bộ       |
| -- | -- | ---------------------- | --------------------------- | ------- | ---------------- |
| 1  | TM | Brimah Razak           | 22 tháng 6, 1987 (29 tuổi)  | 23      | Córdoba          |
| 2  | HV | Andy Yiadom            | 2 tháng 12, 1991 (25 tuổi)  | 0       | Barnsley         |
| 3  | TĐ | Asamoah Gyan (c)       | 22 tháng 11, 1985 (31 tuổi) | 97      | Shabab Al-Ahli   |
| 4  | HV | Jonathan Mensah        | 13 tháng 7, 1990 (26 tuổi)  | 55      | Columbus Crew    |
| 5  | TV | Thomas Partey          | 13 tháng 6, 1993 (23 tuổi)  | 5       | Atlético Madrid  |
| 6  | TV | Afriyie Acquah         | 5 tháng 1, 1992 (25 tuổi)   | 25      | Torino           |
| 7  | TV | Christian Atsu         | 10 tháng 6, 1992 (24 tuổi)  | 49      | Newcastle United |
| 8  | TV | Emmanuel Agyemang-Badu | 2 tháng 12, 1990 (26 tuổi)  | 73      | Udinese          |
| 9  | TĐ | Jordan Ayew            | 11 tháng 9, 1991 (25 tuổi)  | 42      | Aston Villa      |
| 10 | TV | André Ayew             | 17 tháng 12, 1989 (27 tuổi) | 71      | West Ham United  |
| 11 | TV | Mubarak Wakaso         | 25 tháng 7, 1990 (26 tuổi)  | 45      | Panathinaikos    |
| 12 | TM | Richard Ofori          | 1 tháng 11, 1993 (23 tuổi)  | 2       | Wa All Stars     |
| 13 | TĐ | Ebenezer Assifuah      | 3 tháng 7, 1993 (23 tuổi)   | 1       | Sion             |
| 14 | TV | Bernard Tekpetey       | 3 tháng 9, 1997 (19 tuổi)   | 0       | Schalke 04       |
| 15 | TV | Ebenezer Ofori         | 1 tháng 7, 1995 (21 tuổi)   | 0       | AIK              |
| 16 | TM | Fatau Dauda            | 6 tháng 4, 1985 (31 tuổi)   | 25      | Enyimba          |
| 17 | HV | Baba Rahman            | 2 tháng 7, 1994 (22 tuổi)   | 25      | Schalke 04       |
| 18 | TV | Daniel Amartey         | 21 tháng 12, 1994 (22 tuổi) | 13      | Leicester City   |
| 19 | HV | Edwin Gyimah           | 9 tháng 3, 1991 (25 tuổi)   | 10      | Orlando Pirates  |
| 20 | TĐ | Samuel Tetteh          | 28 tháng 7, 1996 (20 tuổi)  | 5       | FC Liefering     |
| 21 | HV | John Boye              | 23 tháng 4, 1987 (29 tuổi)  | 54      | Sivasspor        |
| 22 | HV | Frank Acheampong       | 16 tháng 10, 1993 (23 tuổi) | 14      | Anderlecht       |
| 23 | HV | Harrison Afful         | 24 tháng 7, 1986 (30 tuổi)  | 71      | Columbus Crew    |

### Mali
Huấn luyện viên:  Alain Giresse
A 26-man provisional squad was announced on ngày 30 tháng 12 năm 2016. The final squad was announced on ngày 4 tháng 1 năm 2017, with Souleymane Diarra, Falaye Sacko và Adama Traoré being left out of the team.
| Số | Vt | Cầu thủ           | Ngày sinh (tuổi)            | Số trận | Câu lạc bộ           |
| -- | -- | ----------------- | --------------------------- | ------- | -------------------- |
| 1  | TM | Oumar Sissoko     | 13 tháng 9, 1987 (29 tuổi)  | 24      | Orléans              |
| 2  | HV | Hamari Traoré     | 27 tháng 1, 1992 (24 tuổi)  | 7       | Reims                |
| 3  | HV | Youssouf Koné     | 5 tháng 7, 1995 (21 tuổi)   | 7       | Lille B              |
| 4  | HV | Salif Coulibaly   | 13 tháng 5, 1988 (28 tuổi)  | 24      | TP Mazembe           |
| 5  | HV | Charles Traoré    | 1 tháng 1, 1992 (25 tuổi)   | 2       | Troyes               |
| 6  | TV | Lassana Coulibaly | 10 tháng 4, 1996 (20 tuổi)  | 4       | Bastia               |
| 7  | TĐ | Mustapha Yatabaré | 26 tháng 1, 1986 (30 tuổi)  | 33      | Kardemir Karabükspor |
| 8  | TV | Yacouba Sylla (c) | 29 tháng 11, 1990 (26 tuổi) | 28      | Montpellier          |
| 9  | TĐ | Moussa Marega     | 14 tháng 4, 1991 (25 tuổi)  | 10      | Vitória de Guimarães |
| 10 | TĐ | Kalifa Coulibaly  | 21 tháng 8, 1991 (25 tuổi)  | 7       | Gent                 |
| 11 | TV | Bakary Sako       | 26 tháng 4, 1988 (28 tuổi)  | 19      | Crystal Palace       |
| 12 | TV | Moussa Doumbia    | 15 tháng 8, 1994 (22 tuổi)  | 7       | Rostov               |
| 13 | HV | Molla Wagué       | 21 tháng 2, 1991 (25 tuổi)  | 22      | Udinese              |
| 14 | TV | Sambou Yatabaré   | 2 tháng 3, 1989 (27 tuổi)   | 30      | Werder Bremen        |
| 15 | HV | Mohamed Konate    | 20 tháng 10, 1992 (24 tuổi) | 10      | RS Berkane           |
| 16 | TM | Soumbeïla Diakité | 25 tháng 8, 1984 (32 tuổi)  | 50      | Stade Malien         |
| 17 | TV | Mamoutou N'Diaye  | 15 tháng 3, 1990 (26 tuổi)  | 15      | Antwerp              |
| 18 | TV | Samba Sow         | 29 tháng 4, 1989 (27 tuổi)  | 37      | Kayserispor          |
| 19 | TV | Adama Traoré      | 28 tháng 6, 1995 (21 tuổi)  | 4       | Monaco               |
| 20 | TV | Yves Bissouma     | 30 tháng 8, 1996 (20 tuổi)  | 7       | Lille                |
| 21 | HV | Mahamadou N'Diaye | 21 tháng 6, 1990 (26 tuổi)  | 19      | Troyes               |
| 22 | TM | Djigui Diarra     | 27 tháng 2, 1995 (21 tuổi)  | 4       | Stade Malien         |
| 23 | HV | Ousmane Coulibaly | 9 tháng 7, 1989 (27 tuổi)   | 23      | Panathinaikos        |

### Ai Cập
Huấn luyện viên:  Héctor Cúper
A 27-man provisional squad was announced on ngày 29 tháng 12 năm 2016. The final squad was announced on ngày 4 tháng 1 năm 2017, with Mohamed Awad, Ahmed Gomaa, Mohamed Ibrahim và Hamada Tolba being left out of the team.
| Số | Vt | Cầu thủ             | Ngày sinh (tuổi)            | Số trận | Câu lạc bộ  |
| -- | -- | ------------------- | --------------------------- | ------- | ----------- |
| 1  | TM | Essam El-Hadary (c) | 15 tháng 1, 1973 (43 tuổi)  | 147     | Wadi Degla  |
| 2  | HV | Ali Gabr            | 1 tháng 1, 1989 (28 tuổi)   | 10      | Zamalek     |
| 3  | HV | Ahmed El-Mohamady   | 9 tháng 9, 1987 (29 tuổi)   | 69      | Hull City   |
| 4  | HV | Omar Gaber          | 30 tháng 1, 1992 (24 tuổi)  | 21      | Basel       |
| 5  | TV | Ibrahim Salah       | 1 tháng 4, 1987 (29 tuổi)   | 33      | Zamalek     |
| 6  | HV | Ahmed Hegazy        | 25 tháng 1, 1991 (25 tuổi)  | 29      | Al-Ahly     |
| 7  | HV | Ahmed Fathy         | 10 tháng 11, 1984 (32 tuổi) | 114     | Al-Ahly     |
| 8  | TV | Tarek Hamed         | 24 tháng 10, 1988 (28 tuổi) | 8       | Zamalek     |
| 9  | TĐ | Kouka               | 5 tháng 3, 1993 (23 tuổi)   | 11      | Braga       |
| 10 | TĐ | Mohamed Salah       | 15 tháng 6, 1992 (24 tuổi)  | 46      | Roma        |
| 11 | TV | Mahmoud Kahraba     | 13 tháng 4, 1994 (22 tuổi)  | 9       | Al-Ittihad  |
| 12 | HV | Ahmed Dowidar       | 29 tháng 10, 1987 (29 tuổi) | 9       | Zamalek     |
| 13 | HV | Mohamed Abdel Shafy | 1 tháng 7, 1985 (31 tuổi)   | 42      | Al-Ahli     |
| 14 | TV | Ramadan Sobhi       | 23 tháng 1, 1997 (19 tuổi)  | 11      | Stoke City  |
| 15 | HV | Karim Hafez         | 12 tháng 3, 1996 (20 tuổi)  | 2       | Lens        |
| 16 | TM | Sherif Ekramy       | 10 tháng 7, 1983 (33 tuổi)  | 19      | Al-Ahly     |
| 17 | TV | Mohamed El-Neny     | 11 tháng 7, 1992 (24 tuổi)  | 47      | Arsenal     |
| 18 | TĐ | Marwan Mohsen       | 26 tháng 2, 1989 (27 tuổi)  | 16      | Al-Ahly     |
| 19 | TV | Abdallah Said       | 13 tháng 6, 1985 (31 tuổi)  | 22      | Al-Ahly     |
| 20 | HV | Saad Samir          | 1 tháng 4, 1989 (27 tuổi)   | 6       | Al-Ahly     |
| 21 | TV | Mahmoud Trézéguet   | 1 tháng 10, 1994 (22 tuổi)  | 12      | Mouscron    |
| 22 | TV | Amr Warda           | 17 tháng 9, 1993 (23 tuổi)  | 6       | Panetolikos |
| 23 | TM | Ahmed El Shenawy    | 14 tháng 5, 1991 (25 tuổi)  | 28      | Zamalek     |

### Uganda
Huấn luyện viên:  Milutin Sredojević
A 26-man provisional squad was announced on ngày 30 tháng 12 năm 2016. The final squad was announced on ngày 4 tháng 1 năm 2017, with Edrisa Lubega, Muzamir Mutyaba & Benjamin Ochan being left out of the team.
| Số | Vt | Cầu thủ             | Ngày sinh (tuổi)            | Số trận | Câu lạc bộ        |
| -- | -- | ------------------- | --------------------------- | ------- | ----------------- |
| 1  | TM | Robert Odongkara    | 2 tháng 9, 1989 (27 tuổi)   | 26      | Saint George      |
| 2  | HV | Joseph Ochaya       | 14 tháng 12, 1993 (23 tuổi) | 36      | KCCA              |
| 3  | TV | Geoffrey Kizito     | 2 tháng 2, 1993 (23 tuổi)   | 34      | Than Quảng Ninh   |
| 4  | HV | Murushid Juuko      | 14 tháng 4, 1994 (22 tuổi)  | 19      | Simba             |
| 5  | HV | Isaac Isinde        | 16 tháng 4, 1991 (25 tuổi)  | 52      | Saint George      |
| 6  | TV | Tony Mawejje        | 15 tháng 12, 1987 (29 tuổi) | 76      | Þróttur Reykjavík |
| 7  | TĐ | Yunus Sentamu       | 13 tháng 8, 1994 (22 tuổi)  | 16      | Ilves Tampere     |
| 8  | TV | Khalid Aucho        | 8 tháng 8, 1993 (23 tuổi)   | 28      | Baroka            |
| 9  | TĐ | Geoffrey Sserunkuma | 7 tháng 6, 1983 (33 tuổi)   | 37      | Lweza             |
| 10 | TV | Luwagga Kizito      | 20 tháng 12, 1993 (23 tuổi) | 29      | Rio Ave           |
| 11 | TĐ | Geofrey Massa (c)   | 19 tháng 2, 1986 (30 tuổi)  | 63      | Baroka            |
| 12 | HV | Denis Iguma         | 10 tháng 2, 1994 (22 tuổi)  | 46      | Al-Quwa Al-Jawiya |
| 13 | TV | Moses Oloya         | 22 tháng 10, 1992 (24 tuổi) | 45      | Hà Nội            |
| 14 | HV | Nicholas Wadada     | 27 tháng 7, 1994 (22 tuổi)  | 23      | Vipers            |
| 15 | HV | Godfrey Walusimbi   | 3 tháng 7, 1989 (27 tuổi)   | 75      | Gor Mahia         |
| 16 | TV | Hassan Wasswa       | 14 tháng 2, 1988 (28 tuổi)  | 50      | Al-Nejmeh         |
| 17 | TV | Farouk Miya         | 26 tháng 11, 1995 (21 tuổi) | 37      | Standard Liège    |
| 18 | TM | Denis Onyango       | 15 tháng 5, 1987 (29 tuổi)  | 54      | Mamelodi Sundowns |
| 19 | TM | Jamal Salim         | 27 tháng 5, 1995 (21 tuổi)  | 4       | Al-Merrikh        |
| 20 | HV | Timothy Awany       | 6 tháng 8, 1996 (20 tuổi)   | 4       | KCCA              |
| 21 | TĐ | Muhammad Shaban     | 11 tháng 1, 1998 (19 tuổi)  | 1       | Onduparaka        |
| 22 | TV | Shafik Batambuze    | 14 tháng 6, 1994 (22 tuổi)  | 1       | Tusker            |
| 23 | TV | Micheal Azira       | 22 tháng 8, 1987 (29 tuổi)  | 1       | Colorado Rapids   |

## Thống kê cầu thủ

### Theo câu lạc bộ
Bảng liệt kê các câu lạc bộ có từ 3 cầu thủ tham dự trở lên
| Số cầu thủ | Câu lạc bộ |
| ---------- | --- |
| 7          | Al-Ahly |
| 6          | TP Mazembe |
| 5          | Zamalek, Lille, ES Sahel, ES Tunis |
| 4          | Angers |
| 3          | Anderlecht, Oostende, Standard Liège, Leicester City, Newcastle United, Sunderland, Metz Troyes, Schalke 04, Panathinaikos, Napoli, ASEC Mimosas, RS Berkane, Basel, Club Africain Kardemir Karabükspor, Kayserispor |

### Theo quốc gia của câu lạc bộ
| Số cầu thủ | Câu lạc bộ thuộc CAF                                 |
| ---------- | ---------------------------------------------------- |
| 16         | Tunisia                                              |
| 15         | Ai Cập                                               |
| 13         | Nam Phi                                              |
| 8          | Cộng Hoà Congo                                       |
| 7          | Zimbabwe                                             |
| 5          | Maroc, Uganda                                        |
| 4          | Algeria, Bờ Biển Ngà                                 |
| 3          | Gabon, Togo, Tanzania                                |
| 2          | Burkina Faso, Cameroon, Ethiopia, Ghana, Kenya, Mali |
| 1          | Angola, Guinea, Nigeria, Senegal, Sudan              |

| Số cầu thủ | Câu lạc bộ ngoài CAF                                                                                          |
| ---------- | --- |
| 55         | Pháp |
| 35         | Anh |
| 19         | Bồ Đào Nha, Tây Ban Nha                                                                                       |
| 18         | Thổ Nhĩ Kỳ |
| 15         | Belgium |
| 14         | Italy |
| 11         | Germany |
| 8          | Greece |
| 7          | Switzerland                                                                                                   |
| 5          | Qatar, Sweden                                                                                                 |
| 4          | Netherlands, Saudi Arabia                                                                                     |
| 3          | Trung Quốc, Cộng Hoà Séc, United Arab Emirates, Hoa Kỳ                                                        |
| 2          | Cyprus, Moldova, Na Uy, Nga, Scotland, Slovakia, Việt Nam, Xứ Wales                                           |
| 1          | Áo, Bulgaria, Canada, Croatia, Đan Mạch, Phần Lan, Iceland, Iraq, Lebanon, Kazakhstan, Malta, Serbia Hàn Quốc |

### Theo liên đoàn
| Số cầu thủ | Liên đoàn |
| ---------- | --------- |
| 236        | UEFA      |
| 103        | CAF       |
| 20         | AFC       |
| 4          | CONCACAF  |

### Số cầu thi đang thi đấu tại các giải đấu trong nước
| Đội tuyển    | Số cầu thủ |
| ------------ | ---------- |
| Tunisia      | 14         |
| Ai Cập       | 12         |
| Zimbabwe     | 7          |
| CHDC Congo   | 5          |
| Uganda       | 5          |
| Algérie      | 4          |
| Gabon        | 3          |
| Togo         | 3          |
| Burkina Faso | 2          |
| Cameroon     | 2          |
| Mali         | 2          |
| Ghana        | 1          |
| Bờ Biển Ngà  | 1          |
| Maroc        | 1          |
| Sénégal      | 1          |
| Guiné-Bissau | 0          |